# Década de 140
Séculos: (Século I - Século II - Século III)
Décadas: 90 100 110 120 130 - 140 - 150 160 170 180 190
Anos: 140 - 141 - 142 - 143 - 144 - 145 - 146 - 147 - 148 - 149